# Elephant's Memory
Elephant's Memory a fost o trupă din New York, cunoscută ca formația de fundal a lui John Lennon și Yoko Ono în 1972 apărând alături de aceștia pe albume, în concerte și în emisiuni televizate. Două dintre cântecele grupului au apărut pe coloana sonoră a filmului Midnight Cowboy: "Jungle Gym at The Zoo" și "Old Man Willow" .

## Discografie
- Island In The Sky (1968, album by the Tuneful Trolley)
  - Several members of Elephant's Memory performed the brass heard on the LP.
- Midnight Cowboy soundtrack (1969), songs "Jungle Gym Zoo" and "Old Man Willow"
- Elephant's Memory (1969)
- Take It to the Streets (1970)
- Some Time In New York City (1972), with John Lennon & Yoko Ono
- Elephant's Memory (1972), produced by John Lennon & Yoko Ono
- Approximately Infinite Universe (1973), with Yoko Ono
- Bio (1973), with Chuck Berry
- Angels Forever (1974)
- Our Island Music (1976), credited to Stan Bronstein/Elephant's Memory Band
- Live in New York City (1986), with John Lennon, recorded in 1972